# Радамел Фалкао
Радамел Фалкао Гарсија Сарате (шп. Radamel Falcao García Zárate; Санта Марта, 10. фебруар 1986) је колумбијски фудбалер и бивши репрезентативац. Тренутно наступа за Миљонариос.

## Каријера
Фудбалом је почео да се бави у млађим категоријама Миљонариоса одакле је 1999. прешао у Лансерос да би 2001. године постао члан аргентинског великана Ривер Плејта. Занимљиво је да је заиграо у сениорској конкуренцији са само 13 година и 199 дана у дресу Лансероса 28. августа 1999. године у утакмици против Депортиво Переире и тако постао најмлађи дебитант у историји колумбијског фудбала. Свој први гол постигао је 25. јула 2000. у победи свог клуба против Кондора (2:0). Укупно је у том периоду забележио 8 наступа за први тим, а тадашњи тренер Лансероса Ернан Пачеко је сматрао да је талентовани нападач физички потпуно сазрео за сениорски фудбал. Ипак, преласком у Ривер Плејт у фебруару 2001. Фалкао је враћен међу своје вршњаке, а на деби у дресу популарних „милионера“ чекао је до 30. маја 2005. године када му је у лигашком поразу од Химанзије (1:2) шансу пружио тадашњи тренер Ривера Леонардо Астрада.
У сениорској конкуренцији, поред поменутих Лансероса и Ривер Плејта, наступао је и за португалски Порто, шпански Атлетико Мадрид, француски Монако, а као члан популарних "кнежева" одлазио је на позајмице у енглеске премијерлигаше Манчестер јунајтед и Челси. За репрезентацију Колумбије наступа од 2007. године и до сада је одиграо 65 утакмица постигавши 25 голова. Два пута узастопно је освајао лигу Европе и то са два различита клуба (Порто и Атлетико Мадрид), а истовремено је био и најбољи стрелац овог такмичења. 9. децембра 2012. постигао је 5 голова у победи Атлетико Мадрида против Депортиво Ла Коруње.

## Трофеји

### Ривер Плејт
- Првенство Аргентине (1) : 2008. (Клаусура)

### Порто
- Првенство Португала (1) : 2010/11.
- Куп Португала (2) : 2009/10, 2010/11.
- Суперкуп Португала (3) : 2009, 2010, 2011.
- Лига Европе (1) : 2010/11.

### Атлетико Мадрид
- Куп Шпаније (1) : 2012/13.
- Лига Европе (1) : 2011/12.
- Суперкуп Европе (1) : 2012.

### Монако
- Првенство Француске (1) : 2016/17.